# Grażyna Pstrokońska-Nawratil
Grażyna Hanna Pstrokońska-Nawratil (* 16. Juli 1947 in Breslau) ist eine polnische Komponistin und Hochschullehrerin.

## Werdegang
Pstrokońska-Nawratil studierte von 1966 bis 1971 an der Musikakademie Breslau das Fach Komposition, zunächst bei Stefan Bolesław Poradowski, sodann bei Tadeusz Natanson. Mit einem französischen Staatsstipendium setzte sie 1978 ihre Studien fort und besuchte Kurse am Pariser Konservatorium bei Olivier Messiaen und am IRCAM bei Pierre Boulez. In Aix-en-Provence nahm sie an einem Komponistenkurs von Iannis Xenakis teil und absolvierte ein Praktikum am Studio für Elektroakustische Musik Marseille. Bereits seit 1977 erteilt Pstrokońska-Nawratil an der Musikakademie Breslau Kompositionsunterricht, von 1991 bis 2017 leitete sie die dortige Abteilung für Komposition und Musiktheorie, 1993 wurde sie zur Professorin ernannt. Von 1998 bis 2009 unterrichtete sie außerdem Komposition an der Ignacy-Jan-Paderewski-Musikakademie Posen und gab Kurse zur zeitgenössischen Musik in Bystrzyca Kłodzka (1999, 2000, 2001) und Danzig (2001).

## Werke (Auswahl)
- Trio-sonata für Klaviertrio (1967)
- Concerto grosso für Klarinette, Horn, Klavier und Orchester (1970–71)
- Fresco I – Reanimacja – für großes Orchester (1972)
- Po słońce czerwone (Nach der roten Sonne) für Stimmen und 5 Instrumente (1972)
- Nokturn für Violoncello und präpariertes Klavier (1973)
- Abecadło für Chor und Instrumentalensemble (1973)
- Trzy pieśni für gemischten Chor (1973)
- Ostinato für Schlagzeugensemble(1974)
- Fresco II – Epitaphios für großes Orchester (1975)
- Kanon für eine Motorikgruppe – 4 Schlagzeuger und Klavier (1976)
- Studio für Violine und Tamtam (1977)
- Ymnodia für 3 Stimmen, Tonband und Schlagzeug (1977)
- Fresco III – Ikar für großes Orchester (1979); Empfehlung im Rahmen der Tribune internationale des compositeurs in Paris 1987[6]
- La vetrata für Klavier (1979)
- Incrustation für Violine und Orchester (1979)
- Papież Słowiański, Kantate für Sopran, Bariton, Rezitator, Laienchor und Orchester (1979)
- Arabeska für Streichquartett (1980)
- Eco per 2 flauti (1980)
- Studio per una batteria (1981)
- Sfrunął na Śląsk Orzeł Biały (Der weiße Adler flog nach Schlesien), Oratorium-Ballade für 3 Soprane, Chor und Orchester (1981)
- Fresco IV – Concerto alla campana Tadeusz Baird in memoriam für Klavier und Orchester (1982)
- Bis-Joke für Schlagzeug und Klavier (1985)
- Pieśni niespokojne für Bariton und Orchester (1985)
- Pejzaż z pluszczem für Sopran und 3 Violinen (1986)
- Fresco V – Éternel für Sopran, Knabenchor, gemischten Chor und großes Orchester (1987)
- W królestwie jesiennych liści (Im Reich der Herbstblätter), Ballett für Kinder (1989)
- Le soleil, Konzert für Schlaginstrumente und Orchester (1991)
- Triangle! für Schlagzeuggruppe (1992)
- Le tambour provençal für 2 Violoncelli und Klavier (1993)
- Fresco VI – Palindrom I für Streichorchester mit Cembalo (1994)
- Kwartet lidyjski – myśląc o Andrzeju für Streichquartett (1994)
- Palindrom II "Terra" für Männerchor und Klavier (1995)
- Bartokiana, Version I, für 2 Violoncelli und Klavier (1995)
- El Condor (Wiosna), Konzert für 2 Marimbas und Kammerorchester (1996)
- La foret (Jesień) für Kontrabass und Kammerorchester (1997)
- ... il neige (Zima) für Oboe und Kammerorchester (1997)
- ... como el sol e la mar ... (Lato) für Flöte und Kammerorchester (1998)
- Eco Music "Klimop" für Orchester (1998)
- Fresco VII – Uru-Anna für Tenor, großen gemischten Chor und großes Orchester (1998–99)
- Hectoriana für Computer (1999)
- W poszukiwaniu wędrującego echa für 2 Violinen (2000)
- Bartokiana, Version II, für Marimba und Kammerorchester (2000)
- Algorytm snu wielkiego miasta (Der Schlafalgorithmus der Großstadt) für Marimba solo (2001)
- Ptaki na horyzoncie zmierzchu (Vögel am Abendhimmel) für Viola und Kontrabass (2002)
- Muzyka lidyjska für Streichorchester (2003)
- Magnificat MM für Sopran, gemischten Chor und Orchester (2004)
- Ptaki na horyzoncie zmierzchu (Vögel am Abendhimmel), Version II; für Klarinette, Posaune, Violoncello und Klavier (2006)
- Strumyk i słonko (Sarg und Elefant) für Intarsienklavier (2007)
- ...como el sol e la mar... (lato) für Flöte und Kammerorchester (2007)
- Niedziela Palmowa w Nazareth für Saxofon, Schlagzeug und Orgel (2009)
- ICE-LAND. Tęczowe mosty nad Dettifoss für Kammerorchester (2011)
- Madrygał für 2 Klaviere (2011)
- HARMONY für Orchester (2011)
- Wędrówki zielonego skarabeusza (Wanderungen des grünen Skarabäus) für Flöte, Violine, Viola und Violoncello (2012)
- L’OCEAN für Orchester (2012)
- Lasy deszczowe (Regenwälder) für Flöten und Orchester (2013)
- Figury na piasku (Figuren im Sand) für Flötenquartett (2014)
- Galaktikos für Flöte und Orgel (2015)
- Tryptyk für 2 Flöten und Orgel (2017)
- Assisi für akustisches/elektrisches Cello, Kinderchor und großes Orchester (2017)
- Ring of Tara für Schlagzeugquartett (2018)
- Reportage V – Ao-Tea-Roa (Das Land der langen weißen Wolken) für Cembalo und Streichorchester (2018–19)
- Reportage VI – Landmannalaugar, Sonate für zwei Flöten und Cembalo (2019)
- Słowik i Kamień (Die Nachtigall und der Stein), aus dem Zyklus Reportages, für zwei Klaviere und zwei Schlagzeuger (2020)
- Sudavik Sonate für Klavier und Bratsche (2021)
- Madrygały, Zyklus für Akkordeon und Bratsche (2021)
- ULURU. Czas Snu (Traumzeit), aus dem Zyklus Ekomuzyka (Ökomusik), für Orchester (2022)